# Peter Wawerzinek

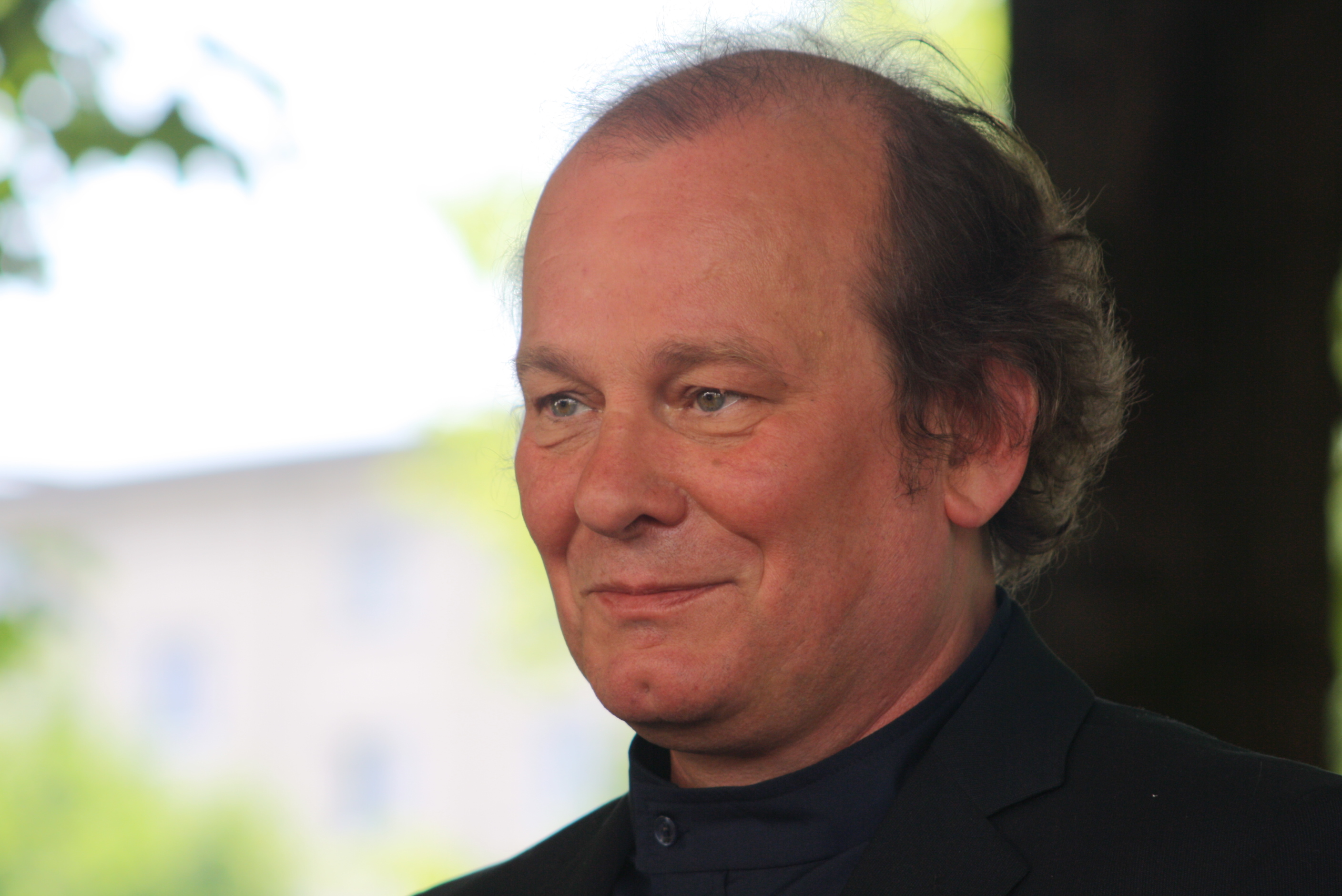
Peter Wawerzinek

Peter Wawerzinek, geboren als Peter Runkel, (Rostock, 28 september 1954) is een Duitse schrijver.

## Biografie
Wawerzinek werd in de voormalige DDR geboren. Zijn ouders vluchtten naar West-Duitsland, maar liet hem als tweejarig kind met zijn jongere zusje achter in de DDR. Wawerzinek bracht tien jaar door in staatskindertehuizen, tot hij door een lerarenechtpaar werd geadopteerd. Zo groeide hij verder op in verschillende plaatsen aan de Oostzee. Wawerzinek genoot een opleiding tot textieltekenaar. Hij doorliep zijn militaire dienst bij de Nationale Volksarmee (NVA, het nationale leger van de DDR). In 1978 verhuisde hij naar Oost-Berlijn. Daar begon hij aan een studie aan de Kunsthochschule Berlin-Weißensee, waar hij echter na twee jaar mee stopte. Aansluitend was hij in verschillende beroepen werkzaam, onder andere als postbode en kelner bij Mitropa. Tegelijkertijd was hij vanaf de tachtiger jaren actief als performancekunstenaar en Stegreifpoet (improvisatiedichter). Onder de naam “ScHappy” was hij bekend in de Oost-Berlijnse literatuurscene in Berlin-Prenzlauer Berg, waar hij onder andere in het buurtproject Hirschhof optrad. Van 1988 tot 1990 ondernam hij samen met Matthias Baader Holst een soort tournee door de DDR. Sinds 1990 is Berlijn zijn vaste woonplaats. In 1998 werd hij lid van de Duitse afdeling van de PEN-club.
Peter Wawerzinek publiceerde na de val van de muur als eerste een verzameling van parodieën op de DDR-literatuur. Daarna publiceerde hij experimentele proza over een buitenstaander van de DDR-samenleving. Verdere werken van Wawerzinek zijn sterk autobiografisch gevormd en hebben als thema Mecklenburg-Vorpommern, de regio waar hij opgroeide. Wawerzinek schrijft ook hoorspelen en journalistieke teksten.

## Prijzen en onderscheidingen
- 1991: Bertelsmann-beurs bij de Ingeborg Bachmann-wedstrijd
- 1991: Deutschee Kritikerpreis für Literatur
- 1993: Een beurs van het Duitse Literuurfond
- 1993: Hoorspelprijs van de Akademie der Künste voor Nix.
- 2007: Eerste prijs in de Wolfgangsee Literatuurwedstrijd met de tekst Kleines Seebeben[2]
- 2010: Ingeborg-Bachmann-Preis voor het idee van zijn roman Rabenliebe